# 樋口清司
樋口 清司（ひぐち きよし、1946年 - ）は、日本の科学技術技官。宇宙航空研究開発機構副理事長や、国際宇宙航行連盟会長を務めた。

## 人物・経歴
三重県四日市市生まれ。三重県立四日市高等学校を経て、1969年名古屋大学理学部数学科卒業、科学技術庁入庁、宇宙開発推進本部配属。同年の宇宙開発事業団発足時に移籍。1977年マサチューセッツ工科大学航空宇宙学科大学院修士課程修了。
H-Iロケットの設計や、国際宇宙ステーション計画などに携わり、宇宙開発事業団企画部で課長や部長を務めたのち、2003年宇宙航空研究開発機構理事（経営企画担当）。2009年有人宇宙システム副社長。2010年宇宙航空研究開発機構副理事長。2012年国際宇宙航行連盟会長。2015年宇宙航空研究開発機構技術参与。